# أتش تي سي وان أ9
إتش تي سي الفئة One A9 هو فئة جديدة وموديل جديد من إصدارات هواتف HTC المصنعة من قبل HTC. تم الإعلان عنه رسميًا في 20 أكتوبر 2015. وهو خليفة لـ HTC One Mini 2 في جميع أنحاء العالم; ولكن في الأسواق العالمية، تم بيعه جنبا إلى جنب مع M9 واحد كعرض متوسطة المدى. وتم إطلاقه كمحاولة لتحسين إيرادات أعمال شركة HTC للهواتف الذكية بعد فشل هاتف One M9.
ويتميز هذا الإصدار بإطار من الألومنيوم أحادي الجسم مع شاشة فائقة الجودة HD وصوت ذات جودة محسنة لسماعات الرأس. كما يتميز بمستشعر بصمات الأصابع الذي يمكن استخدامه لفتح الهاتف. هذا هو أول جهاز غير نيكزس ليتم تثبيتها مسبقا مع الخطمي الروبوت وأول هاتف غير مدمج التي تتوافق للعمل مع شبكة فيريزون في الولايات المتحدة.
وتلقى استعراضا مختلطا بعد إصداره. في حين أن العديد من النقاد أشادوا بشكل محدد بماسحة البناء وبصمات الأصابع، فقد تلقت جوانب أخرى بشكل عام استقبالًا غير مبال أو مختلط. اعتقد البعض أن سعره كان مرتفعًا جدًا، في حين اعتقد آخرون أنه كان نسخة من آيفون 6. في نوفمبر 2015، أعلنت HTC عن زيادة بنسبة 15 في المائة في إجمالي الإيرادات.

## التطوير
بعد إطلاق إصدار One M9، شهدت الشركة المصنعة انخفاضًا بنسبة 40 في المائة تقريبًا من إيراداتها بسبب ضعف مبيعات M9 بسبب مشكلة فرط النشاط الناجمة عن مجموعة شرائح Snapdragon 810 التي أجبرت الشركة المصنعة على خنق المعالج والأداء الضعيف للكاميرا مما أدى أيضًا إلى تقليل طلب مكوناتها بنسبة 30 في المائة. وقد أبلغت HTC عن مزيد من الخسائر في الإيرادات في الربع الأول والثاني، وذكروا أيضا أنهم أغلقوا بعض مرافق التصنيع الخاصة بهم بسبب ضعف المبيعات والاستعانة بمصادر خارجية بعض من تصنيعها. في يونيو، أكد الرئيس التنفيذي لشركة HTC، شير وانغ، أنها تقوم بتطوير «منتج البطل» الذي كان من المقرر إطلاقه في أكتوبر يهدف إلى تحسين أعمالها في مجال الهواتف الذكية.
بدأت الشائعات المحيطة بتطوير الهاتف على السطح في يوليو 2015 بعد فشل جهاز M9 واحد. وذكرت evleaks أن الجهاز سيضم unibody المعدنية، وشاشة خمسة بوصة، وجهاز استشعار بصمات الأصابع. تم تكهن المواصفات الداخلية للهاتف من خلال تقرير اختبار مؤشر AnTuTu غير رسمي. بدأت العديد من الصور المسربة للجهاز على السطح والتي أظهرت أوجه التشابه مع iPhone 6.
في أكتوبر 2015، بدأت شركة إتش تي سي في إصدار فيديو مثير للترويج لحدث إطلاق الجهاز على حساب تويتر الرسمي الخاص بها. في 20 أكتوبر 2015، تم الكشف عن الهاتف عبر الإنترنت في حدث افتراضي أقامته HTC.

## مواصفات الهاتف

### هاردوير
على غرار M8 واحد، يتم بناء الهاتف من إطار الألومنيوم unibody مع دعم معدني نحى. الجهاز يزن 143 ز (5.0 أوقية). هو 145.75 مم (5.738 في) طويل القامة، 70.8 مم (2.79 في) واسعة، و7.26 مم (0.286 في) سميكة. [18] شاشة الجهاز 5.0 في (130 مم) سوبر AMOLED مع دقة 1920 × 1080 بكسل وكثافة بكسل من 440 نقطة في البوصة.
يتميز الجهاز بـ Qualcomm Snapdragon 617 ثماني النواة. هناك نوعان من التكوينات المقدمة: 16 غيغابايت من القدرات مع 2 جيجابايت LPDDR4 RAM و32 غيغابايت من القدرات مع 3 غيغابايت من ذاكرة الوصول العشوائي. يمكن لكل من التكوينات دعم توسيع التخزين بواسطة بطاقة microSD تصل إلى 2 تيرابايت.
وأكدت HTC الكاميرا الجهاز بسبب انتقاد الكاميرا من هواتفها القديمة. [20] تم تجهيز HTC One A9 بكاميرا BSI الخلفية بدقة 13.0 ميجابكسل إلى جانب تثبيت الصورة البصرية وفتحة عدسة ƒ/2.0 وفلاش نغمة LED مزدوج. على غرار كاميرا One M9، تحتوي الكاميرا الأمامية التي تواجهها على مستشعر صور UltraPixel، المصمم ليعمل بشكل جيد في البيئات منخفضة الإضاءة. توفر الكاميرا وضعًا مؤيدًا حيث يمكن للمستخدم ضبط ISO وسرعة الغالق وتوازن اللون الأبيض الذي تكون الكاميرا فيه أيضًا قادرًا على التقاط الصور بتنسيق RAW. يمكن للكاميرات الخلفية والواجهة تسجيل مقاطع الفيديو بمعدل 1080 بكسل.
كما يتميز الجهاز بمستشعر بصمات الأصابع المدمج مع زر المنزل الذي يمكن استخدامه لفتح الهاتف. كما أنه يضيف الدعم مع NFC ولكن مع ذلك يقتصر استخدامه فقط مع Android Pay، وهو منصة محفظة رقمية طورتها Google لتشغيل عمليات الشراء داخل التطبيق والضغط للدفع على الأجهزة المحمولة.
الهاتف متاح في الفضة أوبال، العقيق العميق، topaz الذهب والكربون الرمادية التشطيبات. في يناير 2016، أطلقت HTC الجهاز في متغير اللون الوردي للبيع في تايوان.

### سوفت وير

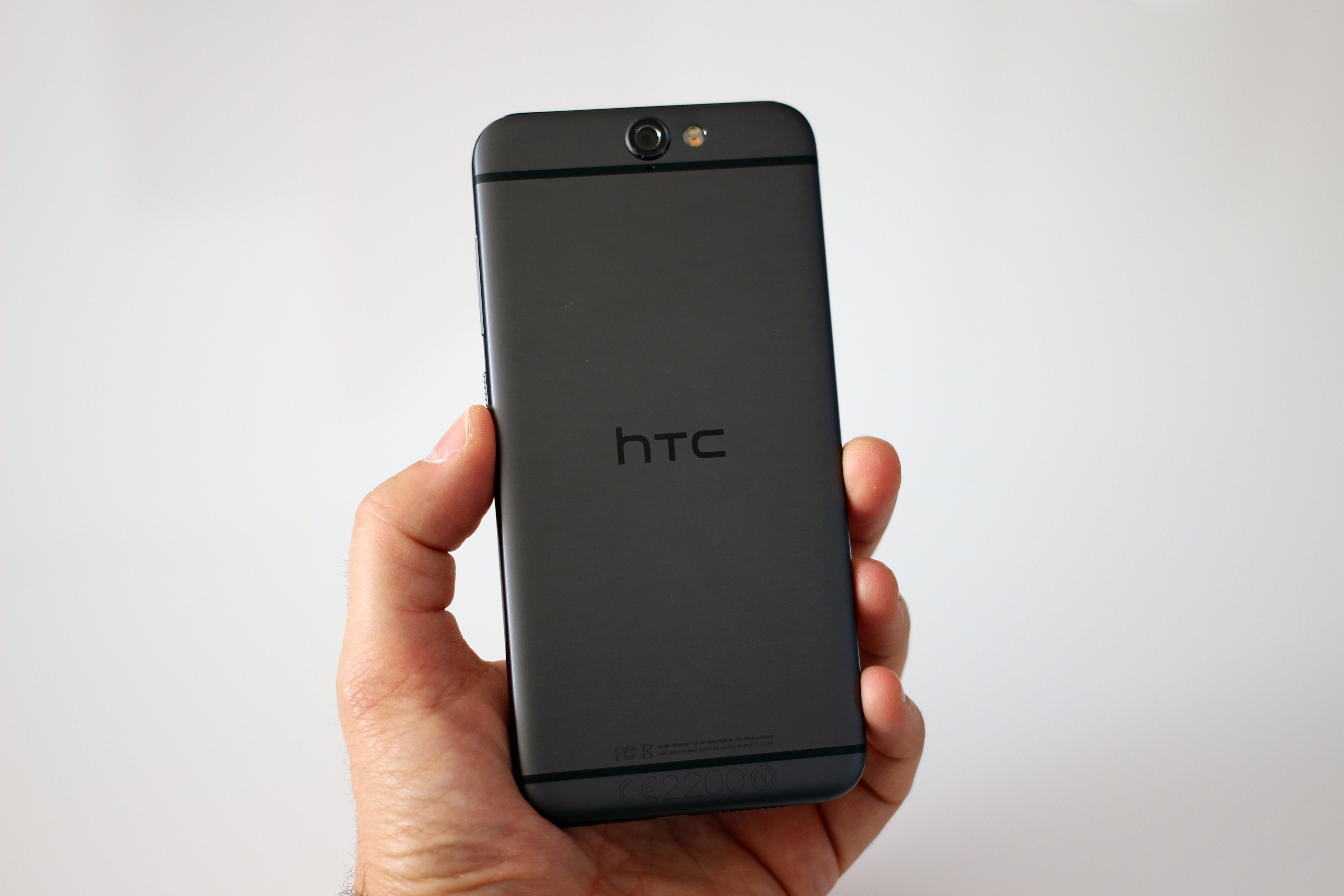

تم تثبيت الجهاز مسبقا مع نسخة مخصصة من الروبوت 6.0 الخطمي جنبا إلى جنب مع نسخة أخف من الإحساس 7 كواجهة المستخدم الاستفادة من تجربة الروبوت الأسهم التي تعرف باسم 7G الإحساس. على عكس Sense 6 و7 المستخدمين على الأجهزة الأخرى، يستخدم Sense 7G تصميم المواد كمخطط ألوان افتراضي، ويتم استخدام إشعار الأسهم وقائمة التطبيقات الحديثة بدلاً من تصميم HTC الخاص بالإشعار وقائمة التطبيقات الحديثة. يمكن تخصيص أنظمة الألوان والرموز والأصوات والخطوط في نظام التشغيل باستخدام سمات HTC حيث يمكن للمستخدمين إنشاء سماتهم الخاصة أو تنزيل سمات إضافية. كما أنها أول جهاز غير Nexus يأتي مثبتًا مسبقًا مع Android Marshmallow.
توفر التطبيقات المحملة مسبقًا على A9 إمكانية الوصول إلى خدمات Google المختلفة، بما في ذلك Google Play، والتي يمكن استخدامها لتنزيل وشراء التطبيقات والموسيقى والأفلام والكتب الإلكترونية. الهاتف يتميز أيضا مجموعة برامج HTC مثل BlinkFeed، معرض الذي يدعم لعرض وتحرير الصور في شكل RAW وزوي الذي يسمح للمستخدمين للتعاون على بكرات تسليط الضوء لكنه لم يعد يتميز التطبيق الموسيقى HTC وبدلا من ذلك يأتي مثبتة مسبقا مع موسيقى جوجل اللعب. يستخدم الهاتف ميزات الخطمي مثل Google Now on Tap التي تسمح للمستخدمين بإجراء عمليات البحث في سياق المعلومات المعروضة حاليًا في تطبيق، ونظام جديد لإدارة الطاقة يقلل من نشاط الخلفية عندما لا يتم التعامل مع الجهاز فعليًا والذي يعرف باسم «الغفوة»، والدعم الأصلي للتعرف على بصمات الأصابع والقدرة على ترحيل البيانات إلى بطاقة microSD واستخدامها كمساحة تخزين أساسية، بالإضافة إلى تغييرات داخلية أخرى.
وقد التزمت HTC لتوفير تحديثات البرامج البديل مقفلة من الهاتف في غضون 15 يوما بعد تحديث البرنامج لأجهزة نيكزس صدر من قبل جوجل. كما ذكروا أن مستخدمي البديل غير مقفلة من الجهاز يمكن فتح محمل الإقلاع دون إلغاء الضمان من الهاتف.
في ديسمبر 2015، أصدرت HTC تحديث صيانة للمتغير غير مقفلة التي تقوم بتحديث الهاتف إلى أندرويد مارشملو 6.0.1
الروبوت 7.0 Nougat بدأت المتداول إلى مقفلة HTC واحد A9 في 16 يناير 2017

### الصوت
على عكس M9 واحد، والهاتف لا ميزة "Boomsound" ستيريو الجبهة التي تواجه مكبرات الصوت ولكن بدلا من ذلك يستخدم مكبر الصوت أحادية تقع على الجزء السفلي من الجهاز. يتميز الهاتف بصوت Dolby المحيطي لسماعات الرأس ويمكنه أيضًا تشغيل صوت عالي الدقة. يتم تثبيته مع محول رقمي إلى تمثيلي (DAC) الذي الراقي الصوت من 16 بت إلى 24 بت.

### الشبكة
البديل غير مقفلة من A9 هو أول هاتف غير CDMA متوافق للعمل مع شبكات فيريزون التي تم تمكينها من قبل تحديث البرنامج. وقد أوضحت HTC أن الهاتف متصلا بشبكة فيريزون يعتمد على الراديو LTE الهاتف لإجراء المكالمات الهاتفية وإرسال الرسائل القصيرة وMMS، التي أصبحت ممكنة من خلال النهوض VoLTE. ومع ذلك، لا يمكن أن تعمل قدرات الاتصال إذا لم تكن هناك تغطية LTE.

## المتغيرات
| Model   | FCC ID     | Regions                                              | CDMA bands   | GSM bands             | UMTS bands                  | LTE bands                          | References  |
| ------- | ---------- | ---------------------------------------------------- | ------------ | --------------------- | --------------------------- | ---------------------------------- | ----------- |
| 2PQ9100 | NM82PQ9100 | International                                        | —            | 850/900/1800/1900 MHz | 850/900/1900/2100 MHz       | FDD: 1,3,5,7,8,20,28 TDD: 38,40,41 | [ 6 ] [ 7 ] |
| 2PQ9120 | NM82PQ9120 | Unlocked, AT&T, T-Mobile and Verizon (North America) | —            | 850/900/1800/1900 MHz | 850/1700(AWS)/1900/2100 MHz | FDD: 2,3,4,5,7,12,13,17,19         | [ 6 ] [ 8 ] |
| 2PQ9300 | NM82PQ9300 | Sprint (North America)                               | BC0/BC1/BC10 | 850/900/1800/1900 MHz | 850/1700(AWS)/1900/2100 MHz | FDD: 2,4,5,12,25,26 TDD:41         | [ 6 ] [ 8 ] |

## الاستقبال
وقد تلقى الهاتف مراجعات مختلطة من قبل النقاد، على الرغم من أنها أكثر ملاءمة من M9 واحد. وقد حظي بناؤها، وماسحة بصمات الأصابع، وبرامجها بإشادة خاصة؛ لاحظ بعض النقاد الكاميرا باعتبارها تحسنا عن الهواتف HTC الأخرى. وقال كريس Velazco من Engadget أنه «ليس الفائز هذه الشركة [HTC] الاحتياجات»، لكنه أشاد به ليأت مع الروبوت 6.0. وقال أندرو هويل من CNET أنه «على ما يرام لجهاز المدى المتوسط». وأشاد أجاي كومار من مجلة PC بنائها، واصفا إياه بأنه «لا تشوبه شائبة».
يعتقد بعض النقاد أن الهاتف كان مبالغًا فيه لمجموعة الميزات الخاصة به. وانتقد أيضا لأنه يبدو مشابها لفون 6. وكان فلاد سافوف من حافة مختلطة على الهاتف عموما، مشيدا بتركيزها على الصوت والعرض. لكنه وصفها بأنها "تلفيق طهو من تصميم أبل وجوجل البرمجيات.

## المبيعات
تم إطلاق الهاتف في الولايات المتحدة في نوفمبر على جميع شركات الطيران الرئيسية التي تباع كجهاز غير مقفل. أثناء الإطلاق، تم تأجيل الجهاز الخاص بـ Verizon بسبب مشاكل التوافق وتم إطلاقه في ديسمبر 2015. وفي الهند، أُعلن عن الهاتف في تشرين الثاني/نوفمبر وأطلق في كانون الأول/ديسمبر.
بعد إطلاق الجهاز، وقد أعلنت HTC ارتفاع الإيرادات لشهر نوفمبر وهو أعلى لمدة ستة أشهر للشركة وزيادة 15% من الإيرادات لشهر أكتوبر.

## روابط خارجية
- الموقع الرسمي للشركة
- الموقع التعليمي الرسمي للشركة وفيه العديد من إعدادات الهواتف
- الموقع الرسمي لأخبار الشركة
- اطلاق Nexus 9 – Htc
- مواصفات HTC One Mini